# Plectris antennata
Plectris antennata är en skalbaggsart som beskrevs av Frey 1969. Plectris antennata ingår i släktet Plectris och familjen Melolonthidae. Inga underarter finns listade i Catalogue of Life.